# Zijn mooiste songs
Zijn mooiste songs is een verzamelalbum van Piet Veerman uit 1995. Het stond 18 weken in de Album Top 100 met nummer 13 als hoogste notering. 

## Nummers
| Nummer | Naam                    | Duur |
| ------ | ----------------------- | ---- |
| 1.     | Sailin' home            | 4:38 |
| 2.     | Beyond all time         | 5:06 |
| 3.     | Arms of Mary            | 3:01 |
| 4.     | Follow me               | 7:07 |
| 5.     | La paloma               | 3:45 |
| 6.     | Ticket to heaven        | 4:19 |
| 7.     | My special prayer       | 3:04 |
| 8.     | Cry of freedom          | 4:23 |
| 9.     | Hélène                  | 3:38 |
| 10.    | Recuerda                | 3:21 |
| 11.    | A winter's tale         | 4:17 |
| 12.    | Mexican girl            | 3:43 |
| 13.    | Good year for the roses | 3:24 |
| 14.    | Voy a ser               | 4:21 |
| 15.    | Angel eyes              | 4:40 |
| 16.    | Heart and soul          | 4:16 |
| 17.    | Un canto a Galicia      | 3:59 |
| 18.    | Vaya con Dios           | 3:49 |